# Barco de transporte fluvial

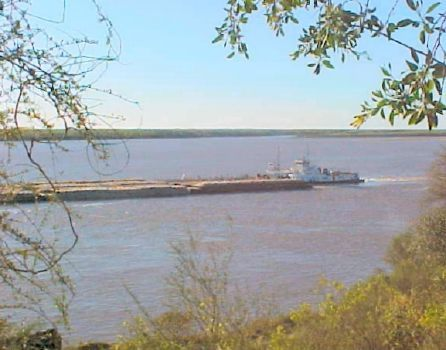
Buque Fluvial

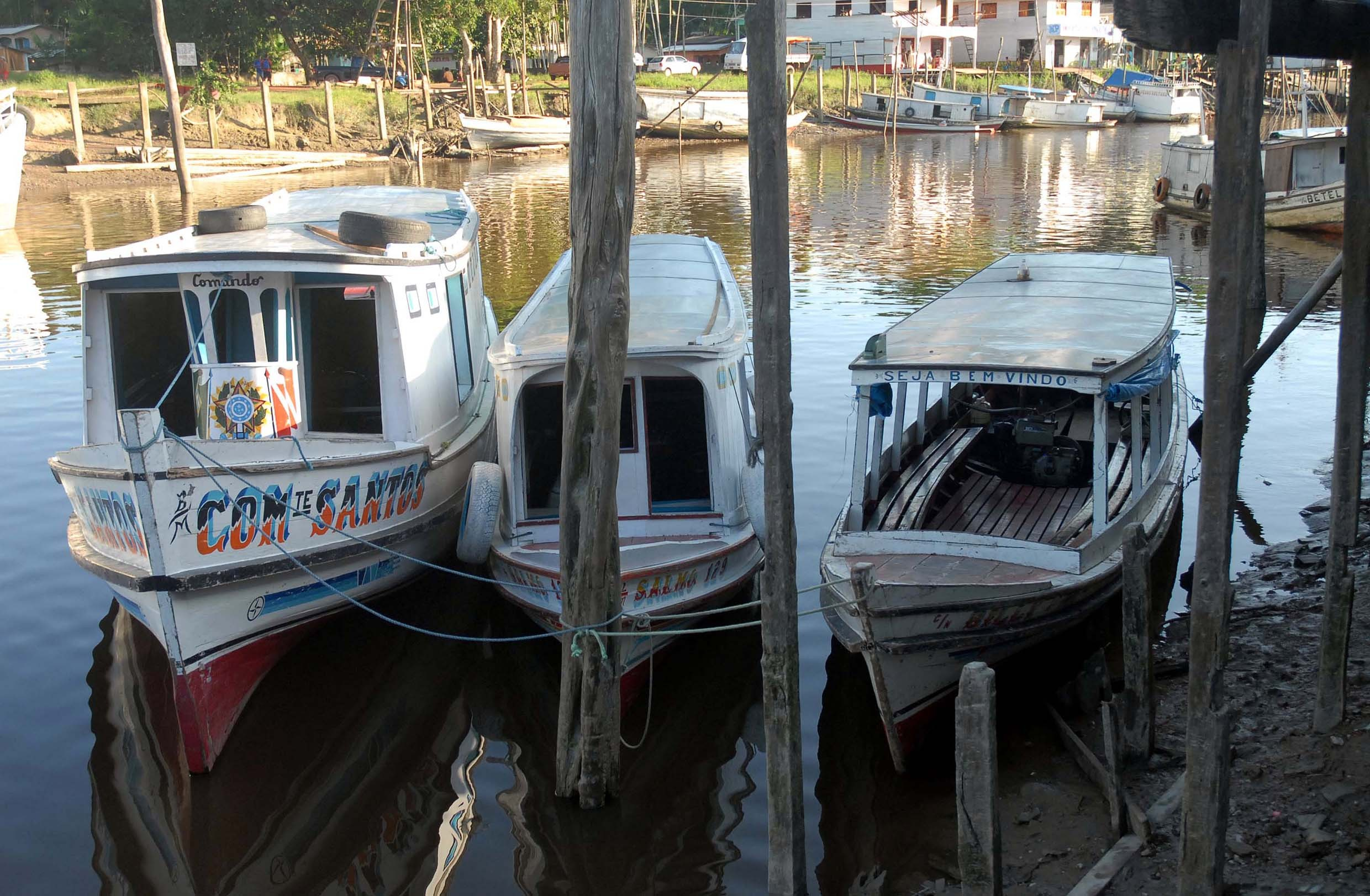
Botes Fluviales

Un barco de transporte fluvial es toda embarcación que navega en uno o más ríos. Además, estas pueden ser de poco o gran calado (profundidad que alcanza bajo la línea de flotación) dependiendo de la profundidad que alcanza el río donde navega, por ejemplo en los ríos afluentes del río Amazonas y en sus inicios en territorio Peruano hasta el trapecio amazónico ubicado en las fronteras de Brasil, Colombia y Perú el calado debe ser menor, entre la ciudad de Tabatinga y la ciudad de Manaus en Brasil del mismo río Amazonas pueden navegar barcos de mayor calado, mientras que a partir de Manaus ya pueden navegar embarcaciones transoceánicas.
Periódicamente las zonas de menor altura en el territorio amazónico son inundadas por los ríos o sus afluentes, lo que hace difícil la construcción de carreteras en todo el territorio, siendo la navegación el medio de transporte preferido por sus habitantes y comerciantes que llegan hasta cada pueblo o comunidad, ya que el transporte aéreo es más costoso y no está al alcance de las mayorías como pasajeros y encarecería demasiado los productos que son transportados.

## Clases
En los ríos navegables se pueden observar:
Balsas, pequeñas embarcaciones construidas con 12 a 16 troncos delgados amarrados unos al lado de otros paralelamente pudiendo llegar a medir 4 a 5 metros de lado a lado, sobre ellos los habitantes de los primeros afluentes de los grandes ríos, generalmente los que habitan cerca de la Cordillera de los Andes en Perú conocidos como "Balseros", transportan ganado, cañazo· o Yonke (licor de la caña de azúcar) y otros productos que llevan a vender a las ciudades ribereñas. En cada balsa pueden viajar una o tres personas dependiendo del espacio que permita lo que transporten, se desplazan durante el día dejándose arrastrar por la corriente y guiando la embarcación con la ayuda de un palo largo a manera algunas veces de timón y otras como remo arrimándose a las orillas cuando cae la noche, cuando finalmente llegan a su destino la balsa es desechada o vendida para cualquier otro uso de los troncos. Este medio de transporte mercante antiguo es usado aún hoy en día por algunos habitantes Peruanos. Estas pequeñas embarcaciones y sus balseros inspiraron al escritor Ciro Alegría en su obra "La serpiente de Oro".

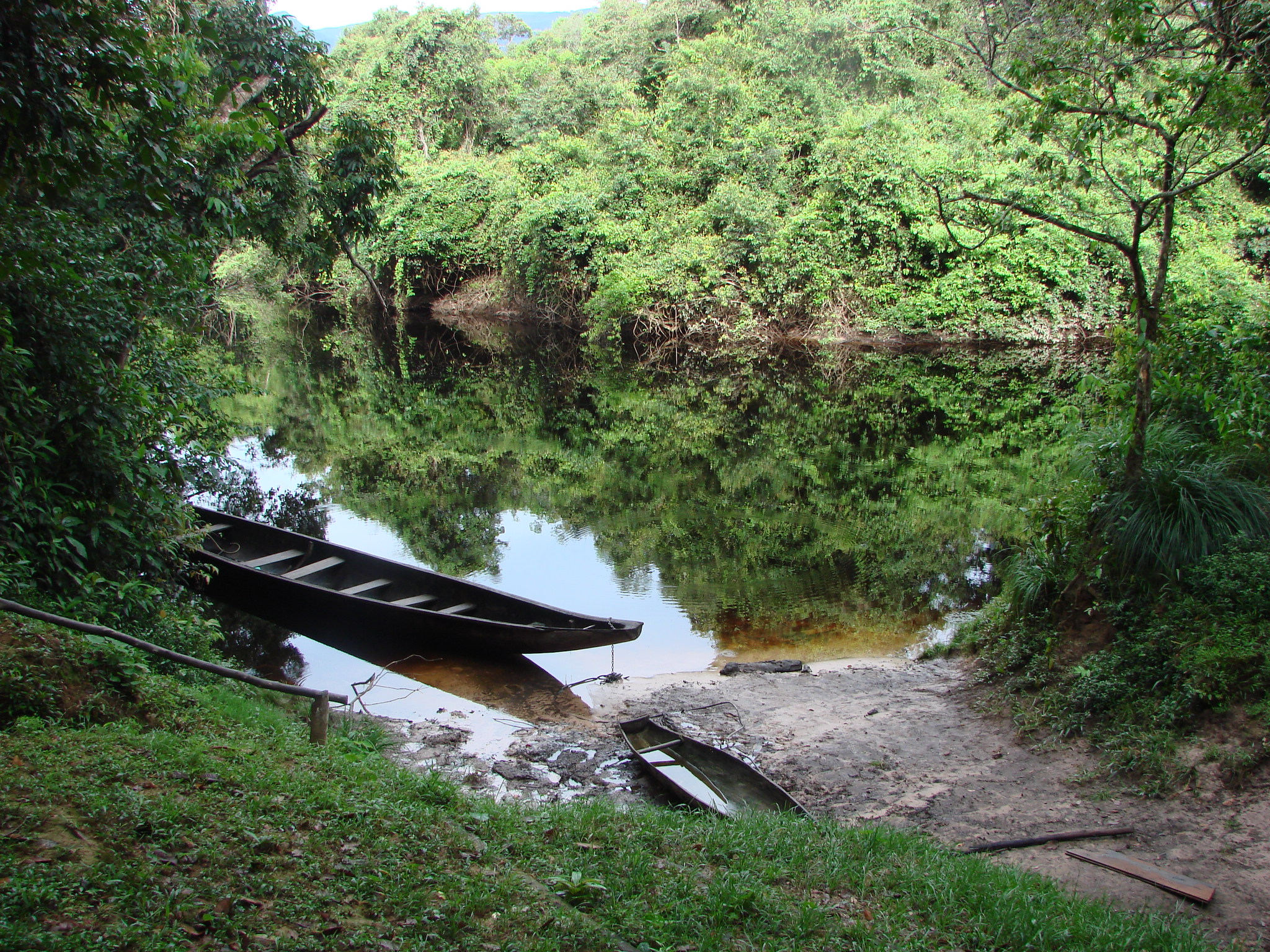
Canoa

Canoas de uso personal, que son construidas de un solo tronco según lo hicieron los propios habitantes más antiguos de la Amazonia.
Botes fluviales, que pueden ser de madera o de metal según sea el tamaño y diseño, en estos son transportadas cargas de mayor tonelaje y gran cantidad de pasajeros (entre 20 o 100 pasajeros), están diseñados para travesías de varios días por lo que cuentan con cocina, servicios higiénicos, área de recreo, camarotes y bodega de carga, contando con tripulación para el servicio a bordo. Generalmente estas embarcaciones cuentan con un "Práctico" que es un navegante experimentado y certificado que conoce las rutas de los ríos, pues al tener estas embarcaciones mayor calado están propensas a encallar en bancos de arena existentes en ciertos tramos de los ríos y que estos expertos de navegación conocen o saben identificar en el curso del trayecto, así como la navegación que se hace más peligrosa en los tiempos de crecida de los ríos por la gran cantidad de palizada (árboles y troncos) que son arrastrados por las corrientes y al estar sumergidas emergen repentinamente pudiendo golpear el casco de la embarcación y hacer que zozobre.
Lancha Fluvial, Son iguales a los barcos fluviales pero de mayor tamaño y de metal, abundan en los ríos Peruanos pues su calado es menor y solo navegan hasta el distrito de Santa Rosa (Perú) en el río Amazonas.
Deslizadores, Pequeñas embarcaciones de fibra o aluminio que se desplazan a alta velocidad, son usadas para distancias cortas y con poca capacidad de carga y pasajeros (máximo 4 o 5 pasajeros).
- Datos: Q863970
- Multimedia: Riverboats / Q863970